# Dracaenura horochroa
Dracaenura horochroa là một loài bướm đêm trong họ Crambidae.